# 帕洛弗德 (亞利桑那州)
帕洛弗德（英語：Palo Verde）是位於美國亞利桑那州馬里科帕縣的一個非建制地區。該地的面積和人口皆未知。

## 地理
帕洛弗德的座標為33°20′53″N 112°40′39″W / 33.34806°N 112.67750°W，而該地的平均海拔高度為258米（即845英尺）。